# Grønlands Seminarius SK
Timersoqatigiiffik Sportsforeningen Grønlands Seminarius Sportklub (Grønlands Seminarius SK, GSS) – grenlandzki klub sportowy z siedzibą w Nuuk, założony w 1944 roku. W 1958 roku zdobył swoje pierwsze mistrzostwo. Obecnie nie wykazuje aktywności piłkarskiej.

## Osiągnięcia
- Mistrz Grenlandii (5 razy): 1958, 1972, 1973, 1975, 1976
- Wicemistrzostwo Grenlandii (1 raz): 1971